# Championnat de France de hockey sur glace D4
Cet article concerne le championnat de France de 4e niveau, appelé Division 3.
La Division 3 est le nom actuel du quatrième échelon du championnat de France de hockey sur glace, derrière la division 2, la division 1 et la ligue Magnus. Cette compétition officielle fut mise en place lors de la saison 1986-1987.

## Historique
Le championnat de France de hockey sur glace est créé en 1906. Un second échelon est créé en 1931 qui prend le nom de 2e série. Une 3e série est organisé en 1934 et 1935. Le quatrième échelon, nommé division 3 fit son apparition lors de la saison 1986-1987.

## Structure
Composée de 4 groupes régionaux jusqu'en 2024, la Division 3 est depuis la saison 2024-2025 constituée d'une poule unique.
Chaque équipe joue 16 matchs et peut rencontrer le même adversaire entre 1 et 3 fois. À l'issue de la phase de groupe, les 16 premières équipes sont qualifiées en play-offs sous forme de tableau à 16 figé. Les vainqueurs des quarts de finale se retrouvent pour un carré final organisé sur 3 jours en forme de poule unique où chacun se joue une fois. Le vainqueur de ce carré final est sacré championnat de Division 3.
Parallèlement aux « play-offs », des « play-downs » étaient organisés (jusqu'en 2009-2010) avec les équipes non qualifiées pour les play-offs.

### Note
En 1996, 54 équipes évoluaient en D3, en 2006 il y en avait 34, pour la saison 2013-2014 le nombre est de 30. Le niveau de la D3 s'est manifestement élevé et les générations spontanées de joueurs n'existent plus. En effet, au début des années 70, de nombreuses patinoires furent construites, tout autant de clubs créés qui ont immédiatement aligné une équipe en 2e série de l'époque. De nos jours on ne passe plus de la simple section loisir à celle de la compétition. Car certaines équipes de D3 jouent avec des joueurs étrangers.

## Équipes engagées
Il y a trente équipes engagées, dont quatorze équipes réserves :
| \| Besançon Bordeaux II Brest II Briançon II Brive Caen II Chambéry II Cholet II Colmar Compiègne HCMP II Dijon II Metz Mulhouse Nantes II Nice II Nîmes Poitiers Rennes Strasbourg II Avignon Toulon Toulouse-Blagnac II Tours II \| Localisation des clubs engagés en Division 3 |
| Besançon Bordeaux II Brest II Briançon II Brive Caen II Chambéry II Cholet II Colmar Compiègne HCMP II Dijon II Metz Mulhouse Nantes II Nice II Nîmes Poitiers Rennes Strasbourg II Avignon Toulon Toulouse-Blagnac II Tours II                                                    |

| \| Asnières-sur-Seine Champigny Dammarie Évry-Viry II Garges Meudon II \| Localisation des clubs franciliens engagés en Division 3 |
| Asnières-sur-Seine Champigny Dammarie Évry-Viry II Garges Meudon II                                                                |

| Club                            | Classement 2023-2024 | Entraîneur           | Patinoire                                                                      | Capacité théorique |
| ------------------------------- | -------------------- | -------------------- | ------------------------------------------------------------------------------ | ------------------ |
| Titans de Colmar                | 18e (Division 2)     | Evgueni Kouznetsov   | Patinoire de Colmar                                                            | 1 200              |
| Diables rouges de Briançon II   | 1er (Poule D)        | David Wegmuller      | Patinoire René-Froger                                                          | 2 300              |
| Dragons de Poitiers             | 2e (Poule A)         | Alexander Logutenko  | Patinoire de Poitiers                                                          | 810                |
| Castors d'Asnières              | 2e (Poule B)         | François Lafontaine  | Patinoire des Courtilles                                                       | 1 421              |
| Boxers de Bordeaux II           | 3e (Poule A)         | Martial Esnal        | Patinoire de Mériadeck                                                         | 3 500              |
| Jets d'Évry-Viry II             | 3e (Poule C)         | Harond Litim         | Patinoire des Lacs de l'Essonne Patinoire François Le Comte                    | 900 250            |
| Castors d'Avignon               | 3e (Poule D)         | Benoît Maroncelli    | Palais de la Glace                                                             | 500                |
| Corsaires de Nantes II          | 4e (Poule A)         | Ondřej Martinka      | Patinoire du Petit Port                                                        | 1 060              |
| Scorpions de Mulhouse           | 4e (Poule C)         | Michaël Muller       | Patinoire de l'Illberg                                                         | 1 600              |
| Aigles de Nice II               | 4e (Poule D)         | Audric Papin         | Palais des sports Jean-Bouin                                                   | 1 200              |
| Grands Ducs de Brive            | 5e (Poule A)         | Adrien Sellem        | Patinoire municipale de Brive                                                  | 900                |
| Drakkars de Caen II             | 5e (Poule B)         | Martial Janil        | Patinoire de Caen la mer                                                       | 1 499              |
| Caribous de Seine-et-Marne      | 5e (Poule C)         | Romain Danton        | Patinoire La Cartonnerie                                                       | 450                |
| Aigles de Besançon              | 5e (Poule D)         | Marian Jakab         | Patinoire La Fayette                                                           | 1 300              |
| Dogs de Cholet II               | 6e (Poule A)         | Jérôme Zilli         | Pôle Sportif Glisséo                                                           | 1 200              |
| Lions de Compiègne              | 6e (Poule B)         | Antoine Richer       | Patinoire de Mercières                                                         | 400                |
| Comètes de Meudon II            | 6e (Poule C)         | -                    | Patinoire de Meudon                                                            | 500                |
| Albatros de Brest II            | 7e (Poule A)         | Sergueï Toukmatchev  | Rïnkla Stadium                                                                 | 1 200              |
| Remparts de Tours II            | 7e (Poule B)         | Martin Ropert        | Patinoire de Tours                                                             | 2 316              |
| Graoullys de Metz               | 7e (Poule C)         | Bryan Leheron        | Ice Arena de Metz                                                              | 500                |
| Krokos de Nîmes                 | 7e (Poule D)         | Cédric Boucamus      | Patinoire de Nîmes                                                             | 300                |
| Cormorans de Rennes             | 8e (Poule A)         | Yven Sadoun          | Patinoire du Blizz                                                             | 750                |
| Élans de Champigny              | 8e (Poule C)         | Marius Joinet        | Patinoire de Champigny-sur-Marne                                               | 450                |
| Boucaniers de Toulon            | 8e (Poule D)         | Richard Brodeur      | Patinoire de la Garde                                                          | 1 600              |
| Grizzly de Garges               | 9e (Poule B)         | Christophe Masson    | Patinoire du Val de France                                                     | 700                |
| Éléphants de Chambéry II        | 9e (Poule D)         | Jean-Robert Becqwort | Patinoire Buisson Rond                                                         | 1 200              |
| Bouquetins du HCMP II           | NC                   | Jan Šafář            | Patinoire de Courchevel Patinoire de Méribel Patinoire de Pralognan-la-Vanoise | 1 000 2 500 1 800  |
| Ducs de Dijon II                | NC                   | -                    | Patinoire Trimolet                                                             | 1 000              |
| CSG Strasbourg II               | NC                   | Alastair Franc       | Patinoire Iceberg                                                              | 2 400              |
| Bélougas de Toulouse-Blagnac II | NC                   | Hugo Tornatore       | Patinoire Jacques-Raynaud Patinoire Alex Jany                                  | 1 200 981          |

- Relégation volontaire
- Relégué de Division 2 2023-2024
- Nouvelle équipe